# Архангельский государственный технический университет
Арха́нгельский госуда́рственный техни́ческий университе́т (АГТУ) — высшее учебное заведение, основанное в 1929 году и реорганизованное в 2010 году в Северный (Арктический) федеральный университет.
Создан по постановлению Совета Народных Комиссаров РСФСР в июне 1929 года как Архангельский лесотехнический институт (АЛТИ) с одним факультетом, имеющим лесоэксплуатационное, транспортно-заготовительное, лесоэкономическое, лесомеханическое, лесохимическое отделения и рабфак. Впоследствии институту было присвоено имя В. В. Куйбышева и орден Трудового Красного Знамени.
В 1994 году АЛТИ был присвоен статус университета. В 2009 году АГТУ подтвердил этот статус и был аккредитован Федеральной службой по надзору в сфере образования и науки до 2014 года.
Осенью 2009 года президент РФ издал указ о создании на базе АГТУ Северного (Арктического) федерального университета. 8 июня 2010 года Северный (Арктический) федеральный университет официально зарегистрирован. Таким образом, АГТУ формально прекратил своё существование, став С(А)ФУ.

## История

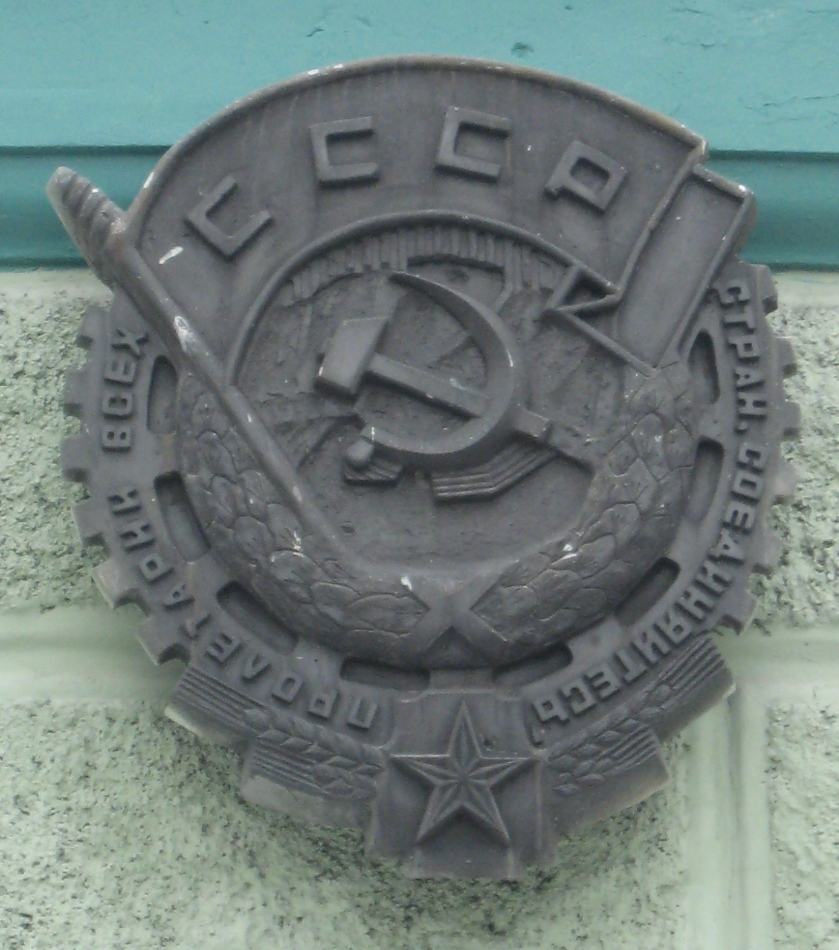
Макет ордена Трудового Красного Знамени, которым в 1949 году был награждён АЛТИ (расположен на фасаде главного корпуса университета)

- Первая лекция в АЛТИ состоялась 19 октября 1929 года, а официальное открытие института произошло 5 ноября 1929 года.
- 1931, 9 ноября — на основании приказа ВСНХ на базе АЛТИ открыта Всесоюзная промышленная академия Наркомлеса для подготовки руководящих работников лесной, деревообрабатывающей и бумажной промышленности. В Промакадемию зачислялись лица, имеющие большой опыт работы. За период своего существования (1931—1941 год) Промакадемия им. В. В. Куйбышева подготовила более 200 инженеров-организаторов производства и инженеров-технологов.
- 1933 — в вузе организованы научно-исследовательский сектор и аспирантура.
- 1934 — создан лесохозяйственный факультет.
- 1933—1941 — проведены научно-исследовательские работы в области электрификации лесоразработок, изучения физико-механических свойств древесины, воздушной сушки пиломатериалов, методов хранения древесины, лесохимического производства, природы лесных пожаров.
- 1941 — организован специальный факультет, выпускавший инженеров по самолётостроению.
- 1949 — АЛТИ награждён орденом Трудового Красного Знамени за успешную работу по подготовке кадров и в связи с 20-летием.
- 1954 — для подготовки инженеров по машинам и механизмам лесной промышленности создан лесомеханический факультет.
- 1956—1965 — организованы факультеты промышленного и гражданского строительства, промышленной теплоэнергетики, заочный, вечерний, общетехнический при Котласском целлюлозно-бумажном комбинате.
- 1957 — в АЛТИ начато издание «Лесного журнала», одного из старейших периодических научных изданий России.
- 1958 — создана научно-исследовательская лаборатория по химической переработке древесины и использованию отходов целлюлозно-бумажной и гидролизной промышленности.
- 1970 — открыто подготовительное отделение.
- 1970 — АЛТИ присуждено второе место среди лесотехнических вузов РСФСР и восьмое место — среди высших учебных заведений Северо-Запада страны.
- 1978 — вуз признан лидером среди лесотехнических вузов России.
- 1979 — АЛТИ награждён Почётной грамотой Верховного Совета РСФСР.
- 1994, 26 мая — приказом Государственного комитета Российской Федерации по высшему образованию № 524 АЛТИ переименован в Архангельский государственный технический университет.
- 1995—2002 — в университете образованы институты: экономики, финансов и бизнеса; права и предпринимательства; нефти и газа; информационных технологий.
- 1999—2001 — открыты филиалы университета в городах Архангельской области и Ненецкого автономного округа Котласе, Нарьян-Маре, Новодвинске, Вельске, Мирном.
- 2001 — на химико-технологическом факультете образована единственная в России межуниверситетская кафедра МГУ-АГТУ-ПГУ.
- 2001 — начата работа института повышения квалификации и переподготовки кадров.
- 2003 — АГТУ удостоен титула «Достояние Севера» в номинации «Наука и инновационные технологии».
- 2005 — АГТУ признан лауреатом регионального конкурса «Архангельское качество» и удостоен Серебряного диплома лауреата Всероссийского конкурса «100 лучших товаров России» за услуги в системе образования.
- 2007 — АГТУ признан лауреатом конкурса Федеральной службы по надзору в сфере образования и науки «Системы качества подготовки выпускников образовательных учреждений профессионального образования».
- 2008 — система менеджмента качества АГТУ сертифицирована на соответствие требованиям международного стандарта ISO 9001-2000.
- 2010 — на базе АГТУ создан Северный (Арктический) федеральный университет.

## Специальности
В АГТУ были лицензированы:
- 78 программ высшего профессионального образования (49 специальностей, 22 направления подготовки бакалавров, 7 направлений подготовки магистров);
- 11 программ среднего профессионального образования;
- 57 программ профессиональной подготовки рабочих;
- 1 общеобразовательная программа (дошкольного образования).

## Наука

### Научные издания
АГТУ издавал научный журнал серии «Известия высших учебных заведений» — «Лесной журнал», который внесён в список периодических изданий ВАК РФ, рекомендованных для публикации материалов докторских диссертаций.

### Диссертационные советы
В университете работали 3 диссертационных и 1 объединённый совет по защите докторских и кандидатских диссертаций.

## Структура АГТУ
Факультеты
- Факультет природных ресурсов
- Механический Факультет
- Строительный факультет
- Юридический факультет
- Лесохозяйственный факультет
- Факультет механической технологии древесины
- Факультет довузовской подготовки
- Заочный факультет
- Химико-технологический факультет
- Факультет промышленной энергетики

Институты
- Институт информационных технологий
- Институт нефти и газа
- Институт права и предпринимательства
- Институт экономики, финансов и бизнеса
- Институт химии и химической технологии древесины
- Институт повышения квалификации и переподготовки кадров

Отделения
- Отделение перевода и переводоведения

Колледжи
- Университетский колледж
- Колледж телекоммуникаций и информационных технологий

Университет располагал 10 учебно-лабораторными корпусами, учебно-производственными мастерскими, дендрарием, учебно-опытным лесхозом, загородной учебно-спортивной базой, издательством с полиграфическим оборудованием, санаторием-профилакторием.

## Руководство университета
Ректоры АЛТИ (до 1954 года — директора АЛТИ)
- Горохов, Василий Александрович (1929—1937), репрессирован
- Попов, Пётр Павлович (1937—1939)
- Волженкин, Владимир Константинович(1939—1941)
- Рыжков, Григорий Фёдорович (1941—1948)
- Коперин, Фёдор Иванович (1948—1965)
- Боховкин, Иван Михайлович (1966—1979)
- Боровиков, Евгений Михайлович (1979—1987)
- Соколов, Олег Михайлович (1987—1994)

Ректоры АГТУ
- Соколов, Олег Михайлович (1994—2006)
- Невзоров, Александр Леонидович (2006—2010)